# SourceWatch
SourceWatch (anciennement Disinfopedia) est un wiki qui vise à démasquer les campagnes de lobbying et/ou de propagande. Il se décrit comme un « projet de collaboration visant à produire un annuaire des entreprises de relations publiques, think tanks, organisations ou experts financés par le secteur industriel qui travaillent à influencer l'opinion publique et les politiques publiques en vue d'intérêts corporatifs, gouvernementaux ou spéciaux ». Il se réclame de la démocratie participative et du journalisme citoyen,.
Le wiki est sponsorisé par le Center for Media and Democracy (en) (CMD), groupe américain de recherche sur les médias formé en 1993 par le militant écologiste John Stauber. Le Centre sur les Médias et pour la Démocratie publie la lettre PR Watch (en) qui dénonce les campagnes décevantes de relations publiques, en particulier dans le domaine environnemental mais aussi en ce qui concerne le droit du travail ou la géopolitique. CMD n'est affilié à aucun parti politique.
Depuis avril 2005, seuls les utilisateurs inscrits peuvent écrire dans ce wiki (contrairement à Wikipédia où un utilisateur non inscrit peut participer en laissant son adresse IP). Selon les statistiques du site, SourceWatch avait plus de 67 000 articles en mai 2013. Le wiki fait un large usage d'extraits d'articles de presse.
SourceWatch est considéré comme une source d'information utile par Michael Pollan, professeur de journalisme à l'Université de Berkeley.